# Erie BayHawks 2014-2015
La stagione 2014-15 degli Erie BayHawks fu la 7ª nella NBA D-League per la franchigia.
Gli Erie BayHawks arrivarono terzi nella Atlantic Division con un record di 24-26, non qualificandosi per i play-off.

## Roster
| N° | Naz.                   | Ruolo | Sportivo           | Anno | Alt. | Peso |
| -- | ---------------------- | ----- | ------------------ | ---- | ---- | ---- |
| 0  | Stati Uniti (bandiera) | GA    | Jarvis Williams    | 1989 | 198  | 88   |
| 2  | Stati Uniti (bandiera) | A     | Michael Schachtner | 1986 | 206  | 98   |
| 5  | Stati Uniti (bandiera) | G     | Travis Betran      | 1991 | 191  | 84   |
| 5  | Stati Uniti (bandiera) | A     | Austin Daye        | 1988 | 211  | 100  |
| 5  | Stati Uniti (bandiera) | G     | Brandon Provost    | 1990 | 191  | 86   |
| 7  | Stati Uniti (bandiera) | G     | Keith Appling      | 1992 | 185  | 84   |
| 7  | Stati Uniti (bandiera) | A     | Michael Schachtner | 1986 | 206  | 98   |
| 8  | Stati Uniti (bandiera) | G     | Luke Loucks        | 1990 | 196  | 91   |
| 9  | Stati Uniti (bandiera) | G     | Peyton Siva        | 1990 | 183  | 84   |
| 10 | Stati Uniti (bandiera) | GA    | Devyn Marble       | 1992 | 198  | 91   |
| 10 | Stati Uniti (bandiera) | G     | Peyton Siva        | 1990 | 183  | 84   |
| 11 | Stati Uniti (bandiera) | G     | Drew Crawford      | 1990 | 196  | 98   |
| 12 | Stati Uniti (bandiera) | G     | Seth Curry         | 1990 | 188  | 84   |
| 13 | Stati Uniti (bandiera) | G     | Brandon Provost    | 1990 | 191  | 86   |
| 14 | Stati Uniti (bandiera) | G     | Joe Crawford       | 1986 | 196  | 94   |
| 14 | Stati Uniti (bandiera) | G     | Brandon Provost    | 1990 | 191  | 86   |
| 19 | Stati Uniti (bandiera) | G     | Leslie McDonald    | 1991 | 196  | 98   |
| 20 | Stati Uniti (bandiera) | C     | Russ Conley        | 1991 | 206  | 104  |
| 21 | Stati Uniti (bandiera) | AC    | John Bohannon      | 1991 | 211  | 95   |
| 22 | Stati Uniti (bandiera) | G     | Joe Crawford       | 1986 | 196  | 94   |
| 22 | Stati Uniti (bandiera) | G     | Darren White       | 1991 | 193  | 95   |
| 25 | Stati Uniti (bandiera) | A     | Mark McLaughlin    | 1990 | 198  | 96   |
| 30 | Stati Uniti (bandiera) | AC    | Daniel Coursey     | 1992 | 208  | 100  |
| 31 | Stati Uniti (bandiera) | A     | Kadeem Batts       | 1991 | 206  | 111  |
| 32 | Stati Uniti (bandiera) | G     | Lenzelle Smith     | 1991 | 193  | 95   |
| 42 | Stati Uniti (bandiera) | C     | Marcus Goode       | 1988 | 208  | 134  |

## Staff tecnico
- Allenatore: Bill Peterson
- Vice-allenatori: Nate Babcock, Anthony Goldwire
- Preparatore atletico: Kyle Creasy